# Liste der Bischöfe von Stafford
Die Liste der Bischöfe von Stafford stellt die bischöflichen Titelträger der Church of England, der Diözese Lichfield, in der Province of Canterbury dar. Der Titel wurde nach der Stadt Stafford benannt.
| Liste der Bischöfe von Stafford | Liste der Bischöfe von Stafford | Liste der Bischöfe von Stafford | Liste der Bischöfe von Stafford                                          |
| Von                             | Bis                             | Name                            | Anmerkungen                                                              |
| ------------------------------- | ------------------------------- | ------------------------------- | ------------------------------------------------------------------------ |
| 1909                            | 1915                            | Edward Were                     | vorher Bischof von Derby                                                 |
| 1915                            | 1934                            | Lionel Crawfurd                 |                                                                          |
| 1934                            | 1938                            | Douglas Crick                   | danach Bischof von Chester                                               |
| 1938                            | 1958                            | Lemprière Hammond               |                                                                          |
| 1958                            | 1974                            | Richard Clitherow               |                                                                          |
| 1975                            | 1978                            | John Waine                      | danach Bischof von St Edmundsbury and Ipswich und Bischof von Chelmsford |
| 1979                            | 1987                            | John Waller                     |                                                                          |
| 1987                            | 1995                            | Michael Scott-Joynt             | danach Bischof von Winchester                                            |
| 1996                            | 2004                            | Christopher Hill                | danach Bischof von Guildford                                             |
| 2005                            | 2010                            | Gordon Mursell                  |                                                                          |
| 2010                            | 2019                            | Geoff Annas                     |                                                                          |
| 2020                            | Gegenwart                       | Matthew Parker                  |                                                                          |